# Lagonosticta rubricata
L'amaranto becco blu (Lagonosticta rubricata (Lichtenstein, 1823)) è un uccello passeriforme della famiglia degli Estrildidi.

## Descrizione

### Dimensioni
Misura fino a 11 cm di lunghezza, coda compresa.

### Aspetto
La livrea del maschio è rossa su faccia, gola, petto, ventre, fianchi e codione, mentre vertice, nuca e dorso sono grigi, le ali sono bruno-olivastro e la coda è nera: ai lati del petto sono presenti alcune macchioline bianche. La femmina, invece, presenta colorazione rossa limitata alla fronte e al codione, con l'area ventrale che è di colore bruno-arancio. Gli occhi sono bruno-nerastri, le zampe sono di colore carnicino-grigiastro, il becco è bluastro (da cui il nome comune della specie) con punta più scura.
Nel complesso, l'amaranto becco blu è molto simile all'amaranto di Jameson, dal quale differisce per un'estensione del colore rosso nel maschio generalmente meno estesa.

## Biologia
Si tratta di uccelli diurni che si muovono in coppie o al più in gruppetti familiari che contano al massimo 4-6 individui: essi rimangono per la maggior parte del tempo al suolo o nei pressi di esso, alla ricerca di cibo.

Questi uccelli sono conosciuti come ottimi cantori, e in effetti soprattutto i maschi possiedono un repertorio canoro abbastanza vasto, che va da suoni flautati a trilli e versi miagolanti.

### Alimentazione
L'amaranto becco blu è un uccello principalmente granivoro, la cui dieta consiste in massima parte di piccoli semi di graminacee, venendo inoltre integrata da alimenti di origine vegetale (germogli, bacche, frutta) che animale (soprattutto piccoli insetti volanti e altri invertebrati).

### Riproduzione
La stagione riproduttiva coincide in genere con la fine della stagione delle piogge: il maschio corteggia la femmina tenendo nel becco un filo d'erba o una pagliuzza, saltellandole attorno e al contempo cantando, finché essa non segnala la propria disponibilità all'accoppiamento accovacciandosi e spostando lateralmente la coda.
Il nido consiste in una struttura globosa fatta con fibre vegetali intrecciate e situata a poca distanza dal suolo, nel folto della vegetazione: alla sua costruzione collaborano ambedue i partner, i quali a differenza delle altre specie di amaranto mostrano scarsa aggressività territoriale durante il periodo degli amori.

All'interno del nido vengono deposte 3-5 uova biancastre, che la femmina si alterna a covare col maschio per 11-13 giorni. I pulli vengono anch'essi accuditi da ambedue i genitori, e attorno alle tre settimane dalla schiusa sono in grado d'involarsi: essi tendono tuttavia a rimanere nei pressi del nido per almeno altre due settimane, tornandovi a dormire durante la notte e chiedendo sempre meno frequentemente l'imbeccata ai genitori, prima di allontanarsene definitivamente.

## Distribuzione e habitat
Questi uccelli abitano un vasto areale che va dal Senegal all'Eritrea e da qui a sud fino al Sudafrica orientale, oltre che in Congo meridionale ed Angola centrale.
L'habitat di questi uccelli è rappresentato dalle aree erbose con presenza di boschetti o zone cespugliose più o meno dense, oltre che i campi coltivati, i giardini e i cortili delle aree urbane: essi tendono invece a evitare le zone alberate eccessivamente dense.

## Tassonomia
Se ne riconoscono quattro sottospecie:
- Lagonosticta rubricata rubricata, la sottospecie nominale, diffusa nella porzione più meridionale dell'areale occupato dalla specie;
- Lagonosticta rubricata congica Sharpe, 1890, diffusa dal Camerun al Sudan e da qui a sud fino al Congo e all'Angola;
- Lagonosticta rubricata haematocephala Neumann, 1907, diffusa nella porzione orientale dell'areale occupato dalla specie, dall'Eritrea al Malawi;
- Lagonosticta rubricata polionota Shelley, 1873, diffusa nella porzione nord-orientale dell'areale occupato dalla specie, dal Senegal alla Nigeria;

Alcuni autori considerano inoltre l'amaranto dorso grigio come sottospecie dell'amaranto becco blu, tuttavia attualmente si tende a classificare questi uccelli come specie a sé stante.